# Campeonato Mineiro de Voleibol Feminino de 2025
O Campeonato Mineiro de Voleibol Feminino de 2025 será a quadragésima nona edição desta competição, organizada pela Federação Mineira de Vôlei. Participarão do torneio quatro equipes, duas de Belo Horizonte, uma de Uberlândia, e uma equipe convidada de Taguatinga. Acontecerá no período de 2 de outubro a 4 de outubro de 2025. 
As partidas acontecerão na Arena do Minas Tenis Clube, em Belo Horizonte.

## Sistema de Disputa
O campeonato será disputado em fase única, com as quatros equipes jogando entre si. O campeão será a equipe com o maior número de pontos.

## Equipes Participantes
Equipes que disputam o Campeonato Mineiro de Voleibol Feminino de 2025:
| Equipe            | Cidade         | Última participação | Mineiro 2024 |
| ----------------- | -------------- | ------------------- | ------------ |
| Praia Clube       | Uberlândia     | Mineiro 2024        | Campeão      |
| Minas Tênis Clube | Belo Horizonte | Mineiro 2024        | Vice-campeão |
| Brasília Vôlei    | Taguatinga     | Mineiro 2024        | 3º           |
| Mackenzie         | Belo Horizonte | Mineiro 2024        | 4º           |

## Fase Única

### Classificação
- Vitória por 3 sets a 0 ou 3 a 1: 3 pontos para o vencedor;
- Vitória por 3 sets a 2: 2 pontos para o vencedor e 1 ponto para o perdedor.
- Em caso de igualdade por pontos, os seguintes critérios servem como desempate: número de vitórias, média de sets e média de pontos.

|  |         |
|  | Campeão |

|     |                   |     | Jogos | Jogos | Jogos | Resultados | Resultados | Resultados | Resultados | Resultados | Resultados | Sets | Sets | Sets | Pontos | Pontos | Pontos |
| Pos | Equipe            | Pts | T     | V     | D     | 3–0        | 3–1        | 3–2        | 2–3        | 1–3        | 0–3        | V    | P    | R    | V      | P      | R      |
| --- | ----------------- | --- | ----- | ----- | ----- | ---------- | ---------- | ---------- | ---------- | ---------- | ---------- | ---- | ---- | ---- | ------ | ------ | ------ |
| —   | Praia Clube       | 0   | 0     | 0     | 0     | 0          | 0          | 0          | 0          | 0          | 0          | 0    | 0    | MAX  | 0      | 0      | MAX    |
| —   | Minas Tênis Clube | 0   | 0     | 0     | 0     | 0          | 0          | 0          | 0          | 0          | 0          | 0    | 0    | MAX  | 0      | 0      | MAX    |
| —   | Mackenzie         | 0   | 0     | 0     | 0     | 0          | 0          | 0          | 0          | 0          | 0          | 0    | 0    | MAX  | 0      | 0      | MAX    |
| —   | Brasília Vôlei    | 0   | 0     | 0     | 0     | 0          | 0          | 0          | 0          | 0          | 0          | 0    | 0    | MAX  | 0      | 0      | MAX    |

Tabela de jogos

#### 1ª Rodada
| 2 de outubro de 2025 18:00 | Gerdau Minas | — | Brasília Vôlei |  |
| 2 de outubro de 2025 18:00 |              |   |                |  |

| 2 de outubro de 2025 20:30 | Praia Clube | — | Mackenzie |  |
| 2 de outubro de 2025 20:30 |             |   |           |  |

#### 2ª Rodada
| 3 de outubro de 2025 18:00 | Gerdau Minas | — | Mackenzie |  |
| 3 de outubro de 2025 18:00 |              |   |           |  |

| 3 de outubro de 2025 20:30 | Praia Clube | — | Brasília Vôlei |  |
| 3 de outubro de 2025 20:30 |             |   |                |  |

#### 3ª Rodada
| 4 de outubro de 2025 16:00 | Mackenzie | — | Brasília Vôlei |  |
| 4 de outubro de 2025 16:00 |           |   |                |  |

| 4 de outubro de 2025 18:30 | Praia Clube | — | Gerdau Minas |  |
| 4 de outubro de 2025 18:30 |             |   |              |  |